# Aepeomys
Aepeomys (Thomas, 1898) è un genere di roditori della famiglia dei Cricetidi.

## Etimologia
L'epiteto generico deriva dalla combinazione della parola greca αἶπος-, ovvero altura, cima di un monte con allusione all'habitat di questi roditori e dal suffisso -mys, relativo alle forme simili ai topi. 

## Descrizione

### Dimensioni
Al genere Aepeomys appartengono roditori di piccole dimensioni, con lunghezza della testa e del corpo tra 100 e 125 mm, la lunghezza della coda tra 114 e 142 mm e un peso fino a 42 g.

### Caratteristiche craniche e dentarie
Il cranio presenta un rostro lungo e sottile, una scatola cranica tondeggiante e rigonfia, le ossa nasali che si estendono anteriormente ed assumono una forma a tubo e una regione inter-orbitale ampia. I fori palatali sono grandi. La mandibola e poco sviluppata. Gli incisivi superiori sono stretti ed ortodonti, ovvero con le punte rivolte verso il basso, i molari hanno la corona alta.
Sono caratterizzati dalla seguente formula dentaria:

### Aspetto
La pelliccia è densa, soffice e vellutata. Le parti dorsali variano dal grigio-brunastro scuro al bruno-rossastro o bruno olivastro mentre le parti ventrali sono leggermente più chiare. Il muso è corto e gli occhi sono relativamente piccoli. Le orecchie sono grandi, brunastre e ricoperte di peli. Le zampe sono sottili, l'alluce è corto, è presente una macchia più scura sul dorso che si estende fino alla base delle dita. La coda è lunga circa quanto la testa e il corpo, è finemente ricoperta di corti peli ed uniformemente scura. Le femmine hanno tre paia di mammelle. È presente la cistifellea.

## Distribuzione
Si tratta di roditori terricoli diffusi nelle Ande venezuelane.

## Tassonomia
Il genere comprende 2 specie:
- Aepeomys lugens
- Aepeomys reigi